# 湯馬斯頓 (印第安納州)
湯馬斯頓（英語：Thomaston）是位於美國印地安納州拉波特縣的一個非建制地區。該地的面積和人口皆未知。